# Браславський Антін Якимович
Анті́н Яки́мович Брасла́вський (7 грудня 1899, Ямпільський повіт, Подільська губернія — †22 листопада 1921, містечко Базар, Базарська волость, Овруцький повіт, Волинська губернія) — козак 4-го куреня 2-ї бригади 4-ї Київської дивізії Армії УНР, Герой Другого Зимового походу.

## Біографія
Народився 7 грудня 1899 року в Ямпільському повіті Подільської губернії в українській селянській родині.
Навчався у сільській школі, але не закінчив її.
Не входив до жодної партії.
В Армії УНР служив з 1919 року.
Під час Другого Зимового походу — козак 4-го куреня 2-ї бригади 4-ї Київської дивізії.
Потрапив у полон 17 листопада 1921 під селом Звіздаль.
Розстріляний більшовиками 22 листопада 1921 року у місті Базар.
Реабілітований 27 квітня 1998 року.

## Вшанування пам'яті
- Його ім'я вибите серед інших на Меморіалі Героїв Базару.